# K One
K One là một nhóm nhạc nam của Đài Loan.
K One thuộc quyền quản lý của công ty Wingman, do cựu thành viên nhóm nhạc 5566 là Bành Khang Dục quản lý. Các nghệ sĩ khác trực thuộc công ty này gồm có Lưu Canh Hoành, Hứa Tuệ Hân (eVonne), Hứa Gia Lăng 許嘉凌 (Ivy, chị gái của eVonne), Phan Vĩ Nghi 潘瑋儀 (Alicia), Hạ Như Chi 夏如芝 (Vivi), Niki, Vô Hạn (Freddy và Teddy), Wing, Style (Hạo Vĩ 浩偉 và Hoành Lâm 宏霖) và Dục Vĩ 育緯.
K One tan rã năm 2008 nhưng bản thân công ty Wingman lẫn K One vẫn chưa từng nói với mọi người rằng họ đã tan rã.

## Thành viên
| Nghệ danh | Nghệ danh        | Tên khai sinh     | Tên khai sinh | Ngày sinh        |
| Tiếng Anh | Tiếng Hoa        | Phiên âm Hán-Việt | Chữ Hán       | Ngày sinh        |
| --------- | ---------------- | ----------------- | ------------- | ---------------- |
| Gino      |                  | Thái Thượng Phủ   | 蔡尚甫        | 30 tháng 1, 1980 |
| Darren    | 達倫 (Đạt Luân)  | Giang Tuấn Nhuệ   | 江峻銳        | 23 tháng 3, 1982 |
| JR        |                  | Giản Hiếu Nho     | 簡孝儒        | 5 tháng 11, 1985 |
| Neo       | 立揚 (Lập Dương) | Tiêu Lập Dương    | 蕭立揚        | 1 tháng 11, 1978 |
| Kido      |                  | Trịnh Nhân Hào    | 鄭人豪        | 16 tháng 6, 1982 |